# 神秘飛船

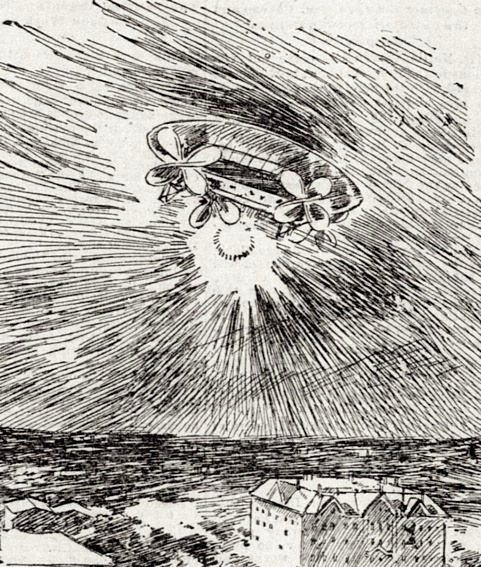
1896年11月22日《 San Francisco Call》刊登的神秘飛船素描

神秘飛船（Mystery airship）是一種現象，美國各地數千人聲稱從1896年底到1897年中期觀察到了這種現象。更詳細的報告稱，神秘飛行器類似於飛艇或神秘飛艇報告被視為現代關於外星人駕駛UFO或飛碟的說法前身。
飛艇船員和飛行員的報告通常將神秘飛船描述為人形，儘管有時飛行員聲稱神秘飛船來自火星。當時人們普遍認為神秘飛艇是某些發明家或天才的產物，還沒有準備好公開於世。
人們經常爭論說，神秘飛船目擊事件不能代表真正的飛艇，該時期在美國沒有正式記錄的遠程動力飛艇或任何類型的飛機試飛，並且對這樣的事情保密是不可能的，更不用說是不合理的了。在1896-97年的報告前，其他人曾經製造並測試了幾艘功能性飛艇（例如，所羅門·安德魯斯 (Solomon Andrews)於 1863年在紐澤西州成功試飛了Aereon ，弗雷德里克·馬里奧特(Frederick Marriott)於1869年在加利福尼亞州成功展示小型飛艇Avitor Hermes Jr.，其他人指出「黃色新聞」時代的美國報紙比現代新聞來源更有可能刊登捏造故事和惡作劇，而19世紀末的編輯通常會期望讀者了解這些故事是虛假的。
最初那個時期的大多數記者似乎並沒有非常認真地對待神秘飛船的報道；然而，隨著目擊事件的繼續，幾家報紙以感到驚奇和興趣心態報道了這個故事，而其他報紙則充滿懷疑，甚至敵意。有些報紙譴責整個神秘飛船故事是無稽之談，並公開嘲笑和嘲笑目擊者和信徒，將他們斥為酒鬼、傻瓜或騙子。
1896-97年的大浪潮結束後，整個神秘飛船故事迅速從公眾意識中消失，幾乎被遺忘了近七十年。1960年代中期，神秘飛船故事開始重新受到人們的關注，當代UFO 調查人員逐漸在舊報紙檔案中重新發現了這些故事，他們認為1896-97年的神秘飛船浪潮可能代表現代UFO風潮的濫觴。